# Giovanni Vincenzo Soro
Giovanni Vincenzo Soro fue un diplomático italiano.
- En 1934 Inició la carrera diplomática.
- De octubre de 1939 al 18 de marzo de 1941 fue cónsul general y segundo secretario de embajada en Varsovia.
- Fue acompañado por el embajador Pietro Arone di Valentino Ambasciatore d'Italia in Polonia durante la evacuación de los cuerpos diplomáticos de Varsovia por Nałęczów, Kremenets y Rumanía vuelve a Roma.[5]
- De 1948 a 1949 fue primer secretario de embajada en Washington D. C..
- En 1953 fue primer secretario de misión ante el Consejo del Atlántico Norte en París.
- De 02 de octubre de 1961 a octubre de 1965 fue embajador en la Ciudad de México.
- De 23 de noviembre de 1965 a 1966 fue embajador en El Cairo.
- Del 11 al 12 de julio de 1968 encabezó la delegación italiana a una conferencia de la Organización Europea para el Desarrollo de Lanzaderas.[6]
- En 1971 fue jubilado.[7]
- El 20 de enero de 1973 Guido Soro fue entierrado en una pequeña iglesia llena de coronas.

## Obra
- La fine della Polonia vista da Varsavia, en -Nuova Antologia-, Roma, maggio-agosto 1964, n. 491, p.